# Атака горян

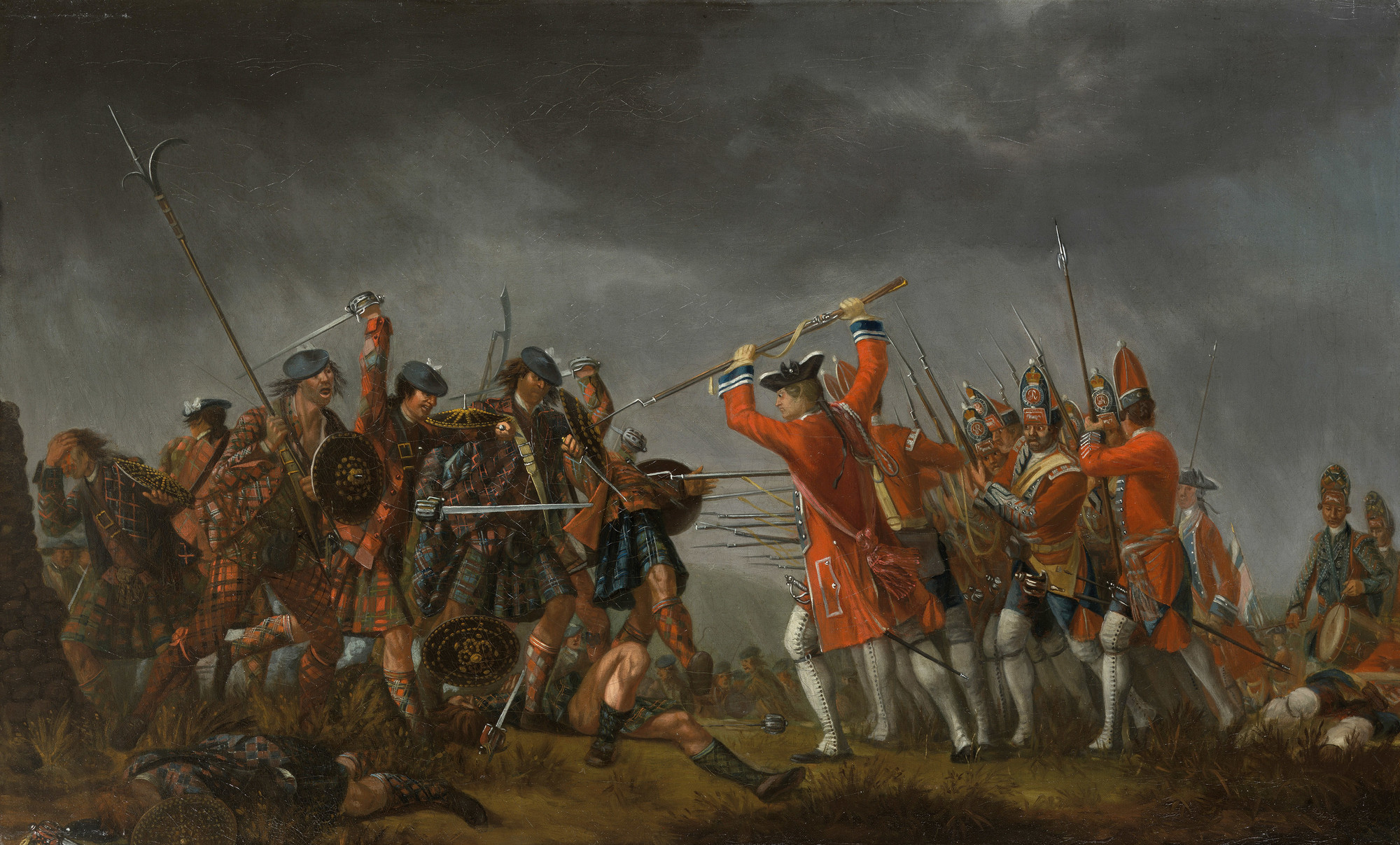
Картина Давида Морієра, бій проти загарбників у Каллодені в 1746 році, зображений рукопашний бій між англійськими гренадерами и аборигенами.

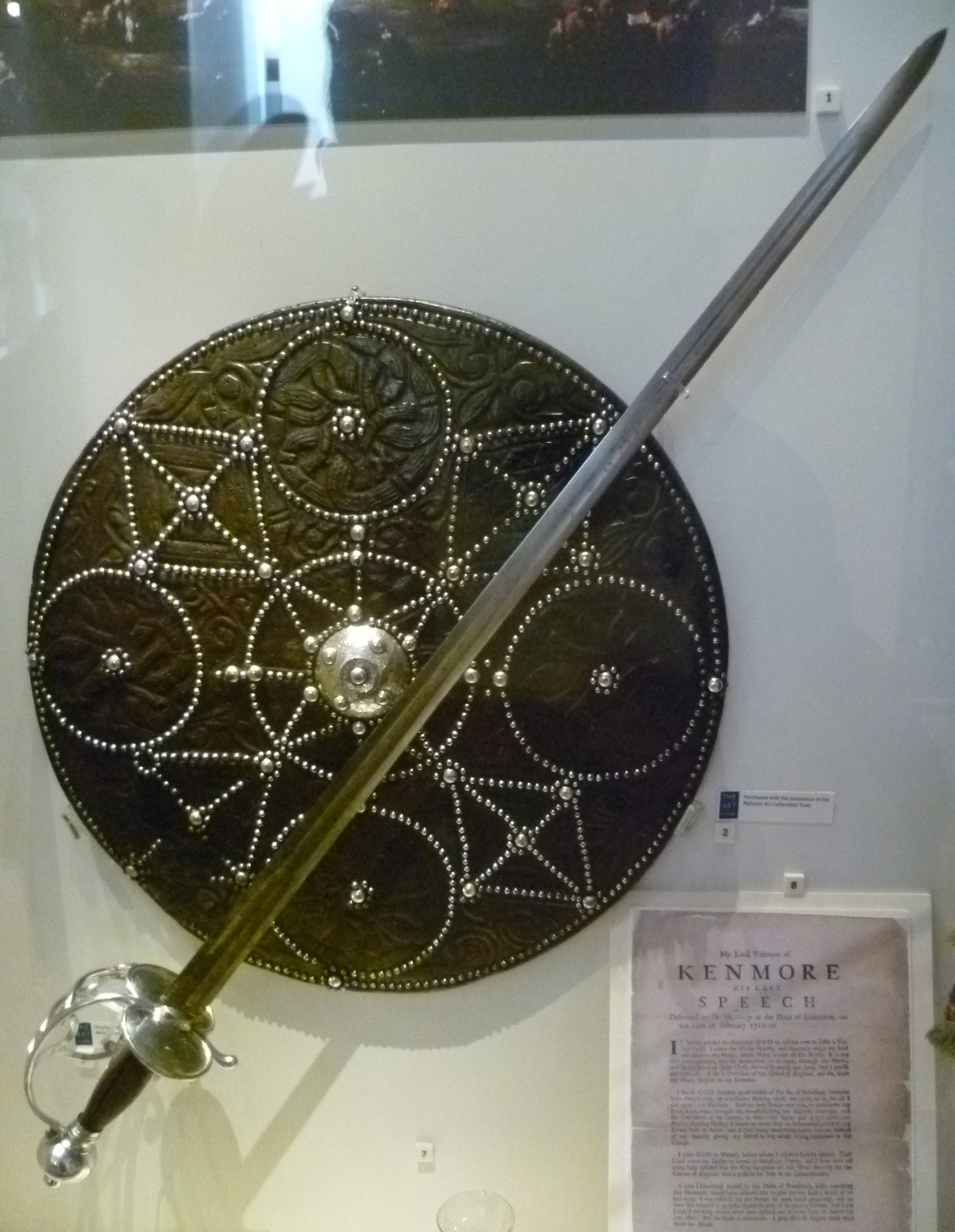
Зброя та засіб захисту горян, 1715 рік.

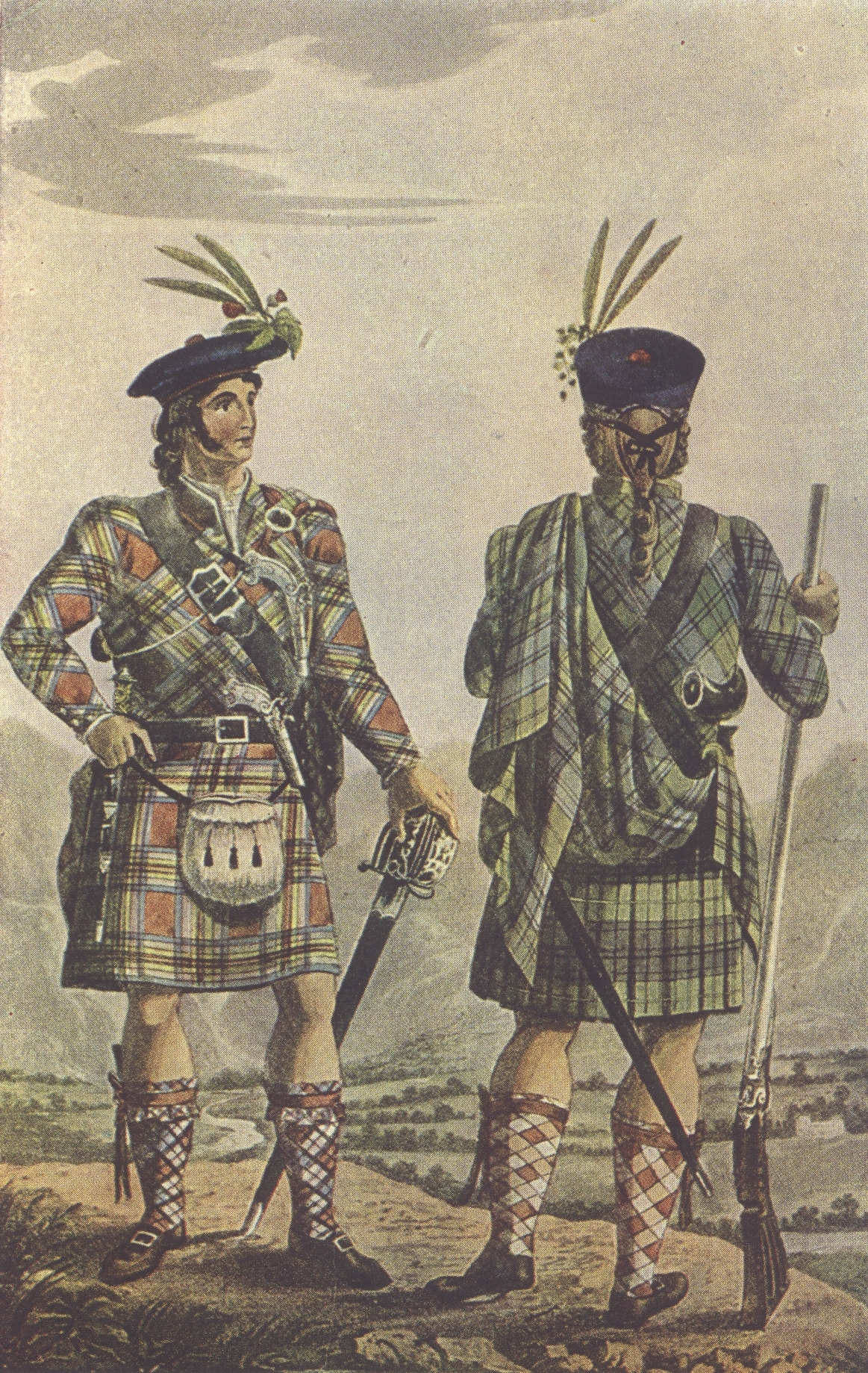
Озброєння горян, 1831 рік.

«Атака горян» (англ. Highland charge) - термін, яким в англомовній літературі позначають головний тактичний прийом ополчень шотландських горян, що застосовувався в боях XVII-XVIII століть проти окупантів.

## Історія
Відповідно до принципів і законів кланового суспільства, кожен шотландський клан у воєнний час являв собою ополчення, де головнокомандувачем був особисто вождь клану, а молодшими командирами - великі орендарі, зазвичай це були його найближчі родичі. Вони утворювали невелику заможну частину кланової спільноти і могли дозволити собі повний комплекс озброєння шотландського горця (мушкет, шотландський палаш, Дірк, пістолети, круглий щит - тарч) або, принаймні, більшу частину цього комплексу. Основна маса горян була озброєна набагато простіше, найчастіше вони мали лише Дірк і якусь древкову зброю.
В бою клановий «полк» зазвичай ставав щільною масою, де в перших рядах стояли найбільш боєздатні і добре озброєні воїни (вождь клану і командири, його родичі - «істинні горяни»), а за ними - всі інші клансмени.

## Використання в бою
«Атака горян» являла собою рішучий і швидкий наступ щільної маси горців на ворога з метою прорвати його фронт і / або примусити ворога втекти. Успіху атаки часто сприяла правильно обрана місцевість, зазвичай атака вниз по схилу мала більше шансів на успіх.
Почавши рух на ворога, горяни, наблизившись на рушничний постріл, зазвичай давали єдиний залп із мушкетів і пістолетів, відкидали вже непотрібну вогнепальну зброю і, оголивши холодну зброю, в густому пороховому диму, з страхітливими криками, швидко (часто бігом, щоб якнайшвидше наблизитися до ворога і не дати тому зробити більше одного рушничного залпу і перезарядити рушниці) рухалися на ворога з метою розтрощити його рішучим натиском.
Якщо противник не встигав зупинити насування лавини горян щільною стрільбою або багнетами, то, як правило, кидався навтіки ще до реального зіткнення і рукопашної сутички. В такому випадку противники, що в паніці розбігаються ставали легкою здобиччю для горян.
Всі підтверджені випадки застосування «атаки горян» (наприклад, в битвах в проході Кіллікранкі в 1689 році, Престонпансі і Фалкеркі в 1745 році) проходили приблизно за таким сценарієм.
У битві при Каллодені (1746) «атака горян» на правому шотландському фланзі також мала деякий успіх і горяни аналогічно прорвали першу лінію англійських батальйонів.
Тактика, схожа на «атаку горян», застосовувалася 43-м піхотним (Горським) полком в битві при Фонтенуа (1745), проте дослідники не мають єдиної точки зору.